# Hadash-Ta'al
Hadash-Ta'al (en hébreu : חד״ש־תע״ל) est une alliance politique en Israël formée entre Hadash et Ta'al, deux partis arabes, la coalition s'est créée la première fois lors des élections de 2003, et s'est à nouveau refondée à l'occasion des élections d'avril 2019 et 2022.
L'alliance des deux partis arabes se crée alors que l'ensemble des partis arabes partent divisés, en dehors de la Liste unifiée, comme en avril 2019 et 2022. Les deux principales figures sont Ayman Odeh et Ahmed Tibi.

## Historique
La liste commune entre les deux partis s'est créée avant les élections de 2003, la coalition a remporté 3 sièges et 2,98 % des voix. La liste se sépare pour les élections de 2006.
Au cours de la 20e législature de la Knesset, les partis étaient coalisés au sein de la Liste unifiée, mais avant les élections d'avril 2019, Ta'al quitte l'alliance. Lors de cette même élection, Hadash et Ta'al s'unissent à nouveau dans une coalition.
La tête de liste est Ayman Odeh du parti Hadash, et en deuxième Ahmed Tibi du parti Ta'al, et la direction de la liste est partagée. À l'issue de l'élection d'avril, la coalition remporte 6 sièges, et 4,49% des voix.
Les deux partis reviennent ensuite au sein de la Liste unifiée lors des élections suivantes, mais peu avant les élections de 2022, la Liste se sépare à nouveau, lorsque Balad décide de présenter une liste autonome, et les deux partis Hadash et Ta'al parviennent à nouveau à un accord pour une liste commune, avec Ayman Odeh et Ahmed Tibi en tête de liste.
L'alliance Hadash-Ta'al repose sur un programme progressiste centré sur l’égalité entre citoyens israéliens juifs et arabes et la fin de l’occupation des territoires palestiniens.

## Organisation

### Dirigeants
| Nom | Nom | Nom        | Parti  |
| --- | --- | ---------- | ------ |
|     |     | Ayman Odeh | Hadash |
|     |     | Ahmed Tibi | Ta'al  |

## Résultats électoraux

### Élections législatives
| Année d'élection | Chef de file                   | Voix    | %    | Rang | Sièges  | Gouvernement        |
| ---------------- | ------------------------------ | ------- | ---- | ---- | ------- | ------------------- |
| 2003             | Mohammad Barakeh et Ahmed Tibi | 93 819  | 2,98 | 9e   | 3 / 120 | Opposition          |
| 04/2019          | Ayman Odeh et Ahmed Tibi       | 193 442 | 4,49 | 5e   | 6 / 120 | Pas de gouvernement |
| 2022             | Ayman Odeh et Ahmed Tibi       | 178 735 | 3,75 | 9e   | 5 / 120 | Opposition          |